# Muričevec
Muričevec is een plaats in de gemeente Lepoglava in de Kroatische provincie Varaždin. De plaats telt 216 inwoners (2001).